# Europabrücke
L'Europabrücke (letteralmente: ponte Europa) è un viadotto austriaco che sormonta la valle Wipptal e il fiume Sill, nei pressi di Innsbruck in Austria.

## Storia

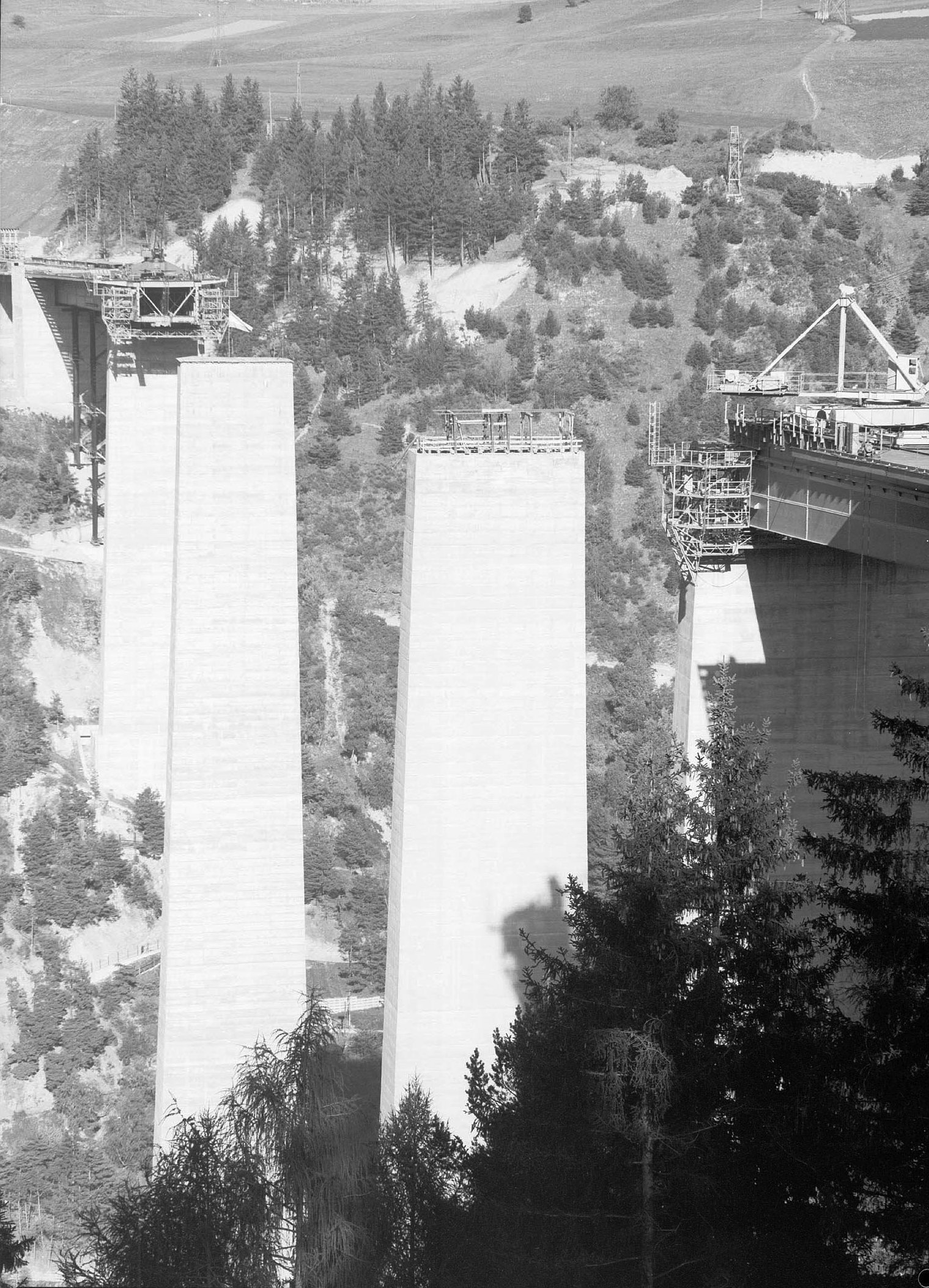
Il ponte Europa in costruzione (1962)

Il ponte fa parte dell'autostrada del Brennero (lato austriaco: Brennerautobahn A13) e con la sua altezza dal fondo valle di 190 metri è uno dei ponti più alti d'Europa. Il ponte è lungo 657 metri, con una travata metallica a cassone larga 10 m e uno spessore variabile tra i 4,70 e i 7,70 metri.

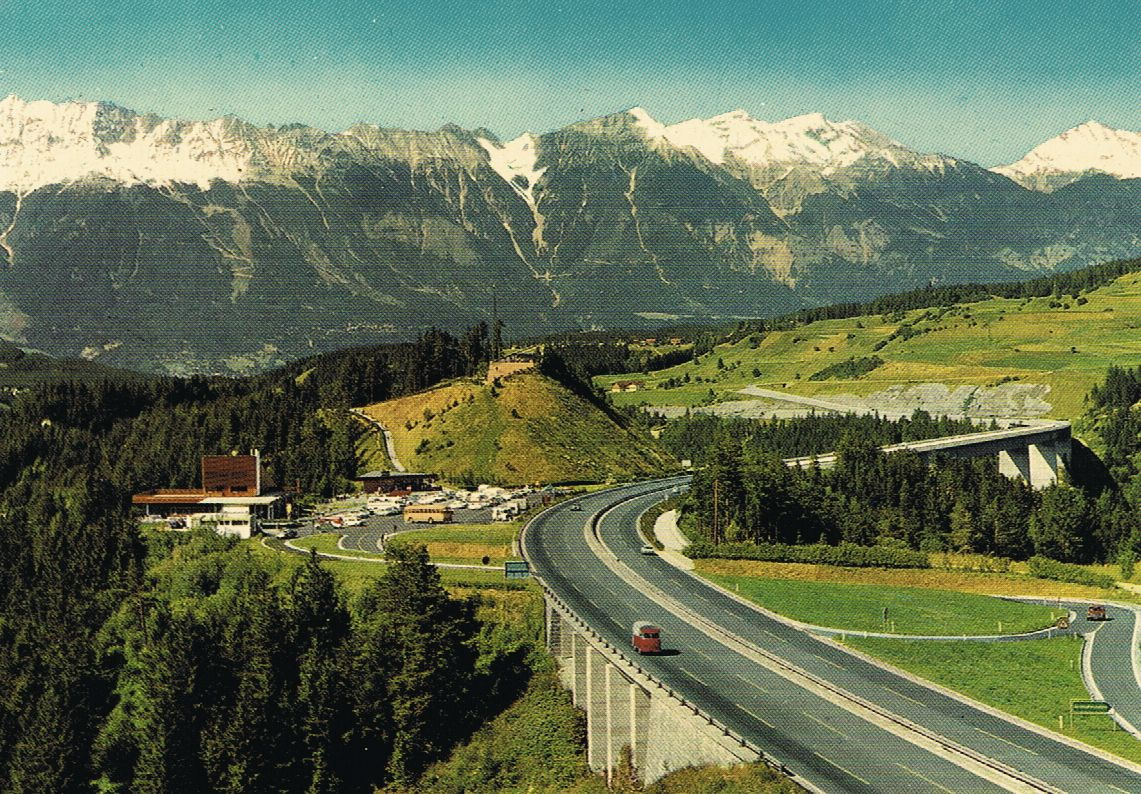
Il ponte Europa negli anni ottanta

La costruzione del ponte iniziò nel 1960 e il 17 novembre 1963 fu aperto al traffico, inizialmente con due corsie per carreggiata. Nel 1984 si decise di ampliare le carreggiate, allargando il ponte di 1,20 m per lato, rendendolo così una struttura a tre corsie per carreggiata.
Il ponte è transitabile a pagamento, con cifre diversificate a seconda del mezzo di locomozione. Si calcola che ogni giorno vi transitino 30 000 automezzi.

## Curiosità
- Dal ponte vengono effettuati a richiesta dei lanci di bungee jumping.
- Durante la costruzione del ponte, ventidue persone sono decedute; alcune sono cadute accidentalmente all'interno dei piloni di sostegno, morendo. Secondo una leggenda metropolitana, i corpi non sono mai stati recuperati a causa della mancanza di mezzi tecnici che riuscissero a calarsi per prelevare le salme, o perché altrimenti la staticità del ponte non poteva essere garantita. Di conseguenza si dice che all'interno dei piloni di sostegno si trovino dei corpi umani cementati. In realtà esiste una precisa documentazione dove queste persone sono morte.[3]